# Xã Relief, Quận Independence, Arkansas
Xã Relief (tiếng Anh: Relief Township) là một xã thuộc quận Independence, tiểu bang Arkansas, Hoa Kỳ. Năm 2010, dân số của xã này là 474 người.